# ثقافة هونغشان
ثقافة هونغشان (الصينية المبسطة: 红山文化؛ الصينية التقليدية: 紅山文化؛ بينيين: Hóngshān wénhuà) كانت حضارة من العصر الحجري الحديث في حوض نهر لياو الغربي في شمال شرق الصين. تم العثور على مواقع هونغشان في منطقة تمتد من منغوليا الداخلية إلى لياونينغ، ويعود تاريخها إلى الفترة من حوالي 4700 إلى 2900 قبل الميلاد.